# 10919 Pepíkzicha
(10919) Pepíkzicha, denumire internațională (10919) Pepikzicha, este un asteroid din centura principală de asteroizi.

## Descriere
10919 Pepíkzicha este un asteroid din centura principală de asteroizi. A fost descoperit pe 10 ianuarie 1998 la Observatorul din Ondřejov de Lenka Šarounová. Asteroidul prezintă o orbită caracterizată de o semiaxă mare de 2,82 ua, o excentricitate de 0,02 și o înclinație de 4,3° în raport cu ecliptica.